# Colias nilagiriensis
Colias nilagiriensis is een vlindersoort uit de familie van de Pieridae (witjes), onderfamilie Coliadinae.
Colias nilagiriensis werd in 1859 beschreven door C. & R. Felder.